# Amt Büsum-Wesselburen
L’ amt Büsum-Wesselburen est un Amt, c'est-à-dire une forme d'intercommunalité du Schleswig-Holstein, dans l'arrondissement de Dithmarse, dans le Nord de l'Allemagne. Il regroupe 18 municipalités et 12 839 habitants (2018).

## Source de la traduction
- (de) Cet article est partiellement ou en totalité issu de l’article de Wikipédia en allemand intitulé « Amt Büsum-Wesselburen » (voir la liste des auteurs).